# Phaeochlaena brunnea
Phaeochlaena brunnea är en fjärilsart som beskrevs av W. Warren 1904. Phaeochlaena brunnea ingår i släktet Phaeochlaena och familjen tandspinnare. Inga underarter finns listade i Catalogue of Life.